# Shahid Khan
Shahid Rafiq Khan, född 18 juli 1950, är en pakistanskfödd amerikansk företagsledare och entreprenör.
Han äger idrottsklubbarna Fulham och Jacksonville Jaguars medan han och sonen Tony Khan grundade och äger wrestlingförbundet All Elite Wrestling (AEW). Khan byggde upp sin förmögenhet inom att bland annat driva företag som tillverkar och säljer reservdelar och tillbehör för motorfordon.
Den amerikanska ekonomitidskriften Forbes rankade Khan till att vara världens 165:e rikaste med en förmögenhet på 13,3 miljarder amerikanska dollar för den 13 oktober 2024.
Han avlade en kandidatexamen i industriell ekonomi vid University of Illinois at Urbana-Champaign.
Khan ägde också superyachten Kismet mellan 2014 och 2023. Sedan 2024 äger han en megayacht med samma namn som den förra. Den kostade nästan 390 miljoner dollar att bygga.